# (36823) 2000 SM86
2000 SM86 (asteroide 36823) é um asteroide da cintura principal. Possui uma excentricidade de 0.07474260 e uma inclinação de 6.87429º.
Este asteroide foi descoberto no dia 24 de setembro de 2000 por LINEAR em Socorro.